# Convocazioni al campionato europeo femminile di pallavolo 2015
Elenco delle giocatrici convocate per il campionato europeo 2015.

## Azerbaigian
| N° | Nome                 | Ruolo | Data di nascita   | Squadra           |
| -- | -------------------- | ----- | ----------------- | ----------------- |
| -  | Faig Garayev         | All   | 25 agosto 1959    | -                 |
| 1  | Ceyran Əliyeva       | L     | 3 gennaio 1995    | Azəryol           |
| 2  | Ksenija Kovalenko    | C     | 21 novembre 1986  | Azəryol           |
| 4  | Oksana Parchomenko   | P     | 28 luglio 1984    | Azəryol           |
| 5  | Odina Əliyeva        | S     | 22 maggio 1990    | Azəryol           |
| 6  | Ayşən Əbdüləzimova   | C     | 11 aprile 1993    | Lokomotiv Baku    |
| 11 | Katerina Zhidkova    | S     | 28 settembre 1989 | Azəryol           |
| 12 | Valeriya Korotenko   | L     | 29 gennaio 1984   | -                 |
| 14 | Kryscina Besman      | P     | 13 febbraio 1996  | Telekom Baku      |
| 15 | Aynur Kərimova       | C     | 7 dicembre 1988   | Azərreyl          |
| 16 | Oksana Kiselyova     | L     | 30 maggio 1992    | Lokomotiv Baku    |
| 17 | Polina Rəhimova      | S/O   | 5 giugno 1990     | Hyundai Hillstate |
| 20 | Marharyta Stepanenko | S/O   | 25 aprile 1993    | Telekom Baku      |

## Belgio
| N° | Nome              | Ruolo | Data di nascita   | Squadra              |
| -- | ----------------- | ----- | ----------------- | -------------------- |
| -  | Gert Vande Broek  | All   | 28 febbraio 1967  | Asteríx Kieldrecht   |
| 2  | Jasmien Biebauw   | P     | 24 settembre 1990 | Asteríx Kieldrecht   |
| 3  | Frauke Dirickx    | P     | 3 gennaio 1980    | River                |
| 4  | Valérie Courtois  | L     | 1º novembre 1990  | Budowlani Łódź       |
| 5  | Laura Heyrman     | C     | 17 maggio 1993    | LJ                   |
| 6  | Charlotte Leys    | S     | 18 marzo 1989     | Atom Trefl Sopot     |
| 8  | Kaja Grobelna     | S/O   | 4 gennaio 1995    | Asteríx Kieldrecht   |
| 9  | Freya Aelbrecht   | C     | 10 febbraio 1990  | Busto Arsizio        |
| 10 | Lise Van Hecke    | S/O   | 1º luglio 1992    | River                |
| 11 | Els Vandesteene   | S     | 30 maggio 1987    | Nantes               |
| 15 | Lorena Cianci     | S     | 25 maggio 1994    | Oudegem              |
| 16 | Celine Van Gestel | S     | 7 novembre 1997   | Asteríx Kieldrecht   |
| 17 | Ilka van de Vyver | P     | 26 gennaio 1993   | RC Cannes            |
| 18 | Britt Ruysschaert | L     | 27 maggio 1994    | Asteríx Kieldrecht   |
| 20 | Maud Catry        | C     | 4 settembre 1990  | Saint-Cloud Paris SF |

## Bielorussia
| N° | Nome                 | Ruolo | Data di nascita   | Squadra             |
| -- | -------------------- | ----- | ----------------- | ------------------- |
| -  | Petr Khilko          | All   | 4 luglio 1965     | -                   |
| 1  | Aksana Kavalchuk     | S     | 23 settembre 1979 | Azərreyl            |
| 2  | Viktoryia Hurava     | P     | 30 gennaio 1984   | Severjanka          |
| 3  | Nadzeja Malasaj      | C     | 14 dicembre 1990  | Proton              |
| 4  | Hanna Kalinoŭskaja   | C     | 17 maggio 1985    | Poles'ja Mozyrskaja |
| 5  | Vera Klimovič        | C     | 29 aprile 1988    | Casalmaggiore       |
| 6  | Anastasija Harėlik   | S     | 20 marzo 1991     | Știința Bacău       |
| 10 | Ol'ha Pavljukovskaja | L     | 13 luglio 1988    | PTPS                |
| 11 | Maryna Paulava       | S     | 21 gennaio 1989   | -                   |
| 12 | Hanna Kapko          | P     | 21 maggio 1988    | -                   |
| 13 | Darya Ionava         | C     | 29 agosto 1989    | -                   |
| 14 | Alena Burak          | L     | 3 luglio 1993     | -                   |
| 15 | Tat'jana Markevič    | S     | 25 marzo 1988     | Prostějov           |
| 16 | Anzhelika Barysevich | C     | 20 luglio 1980    | Minčanka            |
| 17 | Kryscina Michajlenka | O     | 26 febbraio 1992  | Dresdner            |

## Bulgaria
| N° | Nome                | Ruolo | Data di nascita   | Squadra             |
| -- | ------------------- | ----- | ----------------- | ------------------- |
| -  | Vladimir Kuzjutkin  | All   | 20 febbraio 1947  | -                   |
| 2  | Desislava Nikolova  | S     | 21 dicembre 1991  | Halkbank            |
| 3  | Nasja Dimitrova     | C     | 6 novembre 1992   | Azərreyl            |
| 4  | Lora Kitipova       | P     | 19 maggio 1991    | Azəryol             |
| 5  | Dobriana Rabadžieva | S     | 14 giugno 1991    | Volero Zurigo       |
| 7  | Gabriela Koeva      | C     | 25 luglio 1989    | Beşiktaş            |
| 8  | Eva Janeva          | S     | 31 luglio 1985    | CSM Bucarest        |
| 9  | Petja Barakova      | P     | 18 giugno 1994    | Levski Sofia        |
| 11 | Hristina Ruseva     | C     | 1º ottobre 1991   | Nilüfer             |
| 13 | Marija Filipova     | L     | 10 settembre 1982 | Forlì               |
| 14 | Silvana Čauševa     | S/O   | 19 maggio 1995    | Marica              |
| 16 | Elica Vasileva      | S     | 13 maggio 1990    | VakıfBank           |
| 18 | Emilija Nikolova    | S/O   | 26 dicembre 1991  | Imoco               |
| 20 | Mira Todorova       | C     | 12 aprile 1994    | Sm'Aesch Pfeffingen |
| 22 | Julija Stojanova    | S     | 22 luglio 1985    | Știința Bacău       |

## Croazia
| N° | Nome               | Ruolo | Data di nascita  | Squadra         |
| -- | ------------------ | ----- | ---------------- | --------------- |
| -  | Angelo Vercesi     | All   | 23 giugno 1967   | Forlì           |
| 1  | Senna Ušić         | S     | 14 maggio 1986   | Savino Del Bene |
| 2  | Ana Grbac          | P     | 23 maggio 1988   | Volero Zurigo   |
| 3  | Nikolina Božičević | L     | 14 gennaio 1995  | HAOK Mladost    |
| 6  | Mira Topić         | S     | 2 giugno 1983    | Impel           |
| 7  | Bernarda Ćutuk     | P     | 22 dicembre 1990 | Potsdam         |
| 9  | Maja Burazer       | S/O   | 20 marzo 1988    | PTSV Aachen     |
| 10 | Ivana Miloš        | C     | 7 marzo 1986     | Bursa BB        |
| 11 | Katarina Barun     | S/O   | 1º dicembre 1983 | AGIL            |
| 13 | Samanta Fabris     | S/O   | 8 febbraio 1992  | LJ              |
| 14 | Karla Klarić       | S     | 5 settembre 1994 | CSM Bucarest    |
| 15 | Bernarda Brčić     | P     | 12 maggio 1991   | Le Cannet       |
| 18 | Maja Poljak        | C     | 2 maggio 1983    | Eczacıbaşı      |

## Germania
| N° | Nome              | Ruolo | Data di nascita  | Squadra        |
| -- | ----------------- | ----- | ---------------- | -------------- |
| -  | Luciano Pedullà   | All   | 3 agosto 1957    | AGIL           |
| 1  | Lenka Dürr        | L     | 10 dicembre 1990 | Azəryol        |
| 2  | Kathleen Weiß     | P     | 2 febbraio 1984  | Prostějov      |
| 4  | Maren Brinker     | S     | 10 luglio 1986   | Flero          |
| 6  | Jennifer Geerties | S     | 5 aprile 1994    | Schweriner     |
| 7  | Jennifer Pettke   | C     | 29 maggio 1989   | Wiesbaden      |
| 8  | Berit Kauffeldt   | C     | 8 luglio 1990    | Impel          |
| 10 | Lena Stigrot      | S     | 21 dicembre 1994 | Vilsbiburg     |
| 12 | Heike Beier       | S     | 9 dicembre 1983  | BKS            |
| 14 | Margareta Kozuch  | S/O   | 30 ottobre 1986  | River          |
| 15 | Lisa Thomsen      | L     | 20 agosto 1985   | Lokomotiv Baku |
| 16 | Anja Brandt       | C     | 15 febbraio 1990 | Schweriner     |
| 18 | Wiebke Silge      | C     | 16 luglio 1996   | Münster        |
| 19 | Laura Weihenmaier | S/O   | 4 aprile 1991    | Schweriner     |
| 20 | Mareen Apitz      | P     | 26 marzo 1987    | RC Cannes      |

## Italia
| N° | Nome                 | Ruolo | Data di nascita  | Squadra        |
| -- | -------------------- | ----- | ---------------- | -------------- |
| -  | Marco Bonitta        | All   | 5 settembre 1963 | -              |
| 1  | Indre Sorokaite      | S/O   | 2 luglio 1988    | River          |
| 2  | Ofelia Malinov       | P     | 29 febbraio 1996 | Club Italia    |
| 5  | Caterina Bosetti     | S     | 2 febbraio 1994  | Galatasaray    |
| 6  | Monica De Gennaro    | L     | 8 gennaio 1987   | Imoco          |
| 7  | Martina Guiggi       | C     | 1º maggio 1984   | AGIL           |
| 9  | Nadia Centoni        | S/O   | 19 giugno 1981   | Galatasaray    |
| 11 | Cristina Chirichella | C     | 10 febbraio 1994 | AGIL           |
| 12 | Stefania Sansonna    | L     | 1º novembre 1982 | AGIL           |
| 13 | Valentina Arrighetti | C     | 26 gennaio 1985  | Lokomotiv Baku |
| 14 | Eleonora Lo Bianco   | P     | 22 dicembre 1979 | Fenerbahçe     |
| 15 | Antonella Del Core   | S     | 5 novembre 1980  | Dinamo-Kazan   |
| 16 | Lucia Bosetti        | S     | 9 luglio 1988    | Fenerbahçe     |
| 17 | Valentina Diouf      | S/O   | 10 gennaio 1993  | Busto Arsizio  |
| 19 | Valentina Tirozzi    | S     | 26 marzo 1986    | Casalmaggiore  |

## Paesi Bassi
| N° | Nome               | Ruolo | Data di nascita   | Squadra        |
| -- | ------------------ | ----- | ----------------- | -------------- |
| -  | Giovanni Guidetti  | All   | 20 settembre 1972 | VakıfBank      |
| 1  | Kirsten Knip       | L     | 14 settembre 1992 | Istres         |
| 2  | Femke Stoltenborg  | P     | 30 luglio 1991    | Forlì          |
| 3  | Yvon Beliën        | C     | 28 dicembre 1993  | Schweriner     |
| 4  | Celeste Plak       | S/O   | 26 ottobre 1995   | Bergamo        |
| 5  | Robin de Kruijf    | C     | 5 maggio 1991     | VakıfBank      |
| 6  | Maret Grothues     | S     | 16 settembre 1988 | RC Cannes      |
| 7  | Quinta Steenbergen | C     | 2 aprile 1985     | Lokomotiv Baku |
| 8  | Judith Pietersen   | C     | 3 luglio 1989     | İdman Ocağı    |
| 9  | Myrthe Schoot      | L     | 29 agosto 1988    | Dresdner       |
| 10 | Lonneke Slöetjes   | S/O   | 15 novembre 1990  | Schweriner     |
| 11 | Anne Buijs         | S     | 2 dicembre 1991   | Lokomotiv Baku |
| 12 | Manon Flier        | S/O   | 8 febbraio 1984   | Fujian         |
| 14 | Laura Dijkema      | P     | 18 febbraio 1990  | Dresdner       |
| 16 | Debby Stam         | L     | 24 luglio 1984    | -              |

## Polonia
| N° | Nome                 | Ruolo | Data di nascita   | Squadra          |
| -- | -------------------- | ----- | ----------------- | ---------------- |
| -  | Piotr Makowski       | All   | 23 settembre 1968 | -                |
| 1  | Anna Barańska        | S     | 14 maggio 1984    | Chemik Police    |
| 3  | Zuzanna Efimienko    | C     | 8 agosto 1989     | Atom Trefl Sopot |
| 4  | Izabela Bełcik       | P     | 29 novembre 1980  | Atom Trefl Sopot |
| 5  | Anna Grejman         | S     | 8 giugno 1993     | Impel            |
| 6  | Agnieszka Bednarek   | C     | 20 febbraio 1986  | Chemik Police    |
| 10 | Agata Durajczyk      | L     | 19 agosto 1989    | Atom Trefl Sopot |
| 11 | Sylwia Pycia         | C     | 20 aprile 1981    | Budowlani Łódź   |
| 12 | Izabela Żebrowska    | S/O   | 23 febbraio 1985  | Chemik Police    |
| 13 | Paulina Maj          | L     | 22 marzo 1987     | Muszyna          |
| 14 | Joanna Wołosz        | P     | 7 aprile 1990     | Busto Arsizio    |
| 15 | Natalia Kurnikowska  | S     | 13 gennaio 1992   | Muszyna          |
| 16 | Klaudia Kaczorowska  | S     | 20 dicembre 1988  | Atom Trefl Sopot |
| 17 | Katarzyna Skowrońska | S/O   | 30 giugno 1983    | Rabitə Baku      |
| 18 | Kamila Ganszczyk     | C     | 2 dicembre 1991   | KSZO Ostrowiec   |

## Rep. Ceca
| N° | Nome                | Ruolo | Data di nascita   | Squadra             |
| -- | ------------------- | ----- | ----------------- | ------------------- |
| -  | Carlo Parisi        | All   | 8 marzo 1960      | Busto Arsizio       |
| 1  | Andrea Kossányiová  | S     | 6 agosto 1993     | Prostějov           |
| 2  | Eva Hodanová        | S     | 18 dicembre 1993  | Olymp Praha         |
| 3  | Veronika Trnková    | C     | 13 ottobre 1995   | Olymp Praha         |
| 4  | Aneta Havlíčková    | S/O   | 3 luglio 1987     | Lokomotiv Baku      |
| 5  | Julie Jášová        | L     | 14 settembre 1987 | Prostějov           |
| 6  | Lucie Smutná        | P     | 14 aprile 1991    | Soverato            |
| 8  | Barbora Purchartová | C     | 9 maggio 1992     | Dauphines Charleroi |
| 11 | Veronika Dostálová  | L     | 7 aprile 1992     | Olymp Praha         |
| 12 | Michaela Mlejnková  | S     | 26 luglio 1996    | Olymp Praha         |
| 13 | Tereza Vanžurová    | S/O   | 4 aprile 1991     | Savino Del Bene     |
| 14 | Nikol Sajdová       | C     | 20 luglio 1988    | Vilsbiburg          |
| 16 | Helena Havelková    | S     | 25 luglio 1988    | Busto Arsizio       |
| 18 | Pavla Vincourová    | P     | 12 novembre 1992  | Savino Del Bene     |
| 20 | Marie Toufarová     | S/O   | 19 giugno 1992    | Královo Pole        |

## Romania
| N° | Nome               | Ruolo | Data di nascita | Squadra               |
| -- | ------------------ | ----- | --------------- | --------------------- |
| -  | Guillermo Gallardo | All   | 2 novembre 1970 | Köniz                 |
| 1  | Ioana Baciu        | S/O   | 4 gennaio 1990  | Știința Bacău         |
| 2  | Denisa Rogojinaru  | S     | 16 maggio 1985  | Știința Bacău         |
| 3  | Roxana Iosef       | S     | 19 agosto 1988  | CSM Bucarest          |
| 4  | Ana-Maria Berdilă  | S     | 8 agosto 1993   | Penicilina Iași       |
| 5  | Andreea Ispas      | L     | 5 marzo 1990    | Târgu Mureș           |
| 6  | Mihaela Albu       | L     | 1º gennaio 1994 | Știința Bacău         |
| 8  | Florina Chirilov   | P     | 28 marzo 1988   | Universitatea Craiova |
| 10 | Alexandra Sobo     | C     | 25 aprile 1987  | Știința Bacău         |
| 11 | Ioana Nemțanu      | S     | 1º gennaio 1989 | Alba-Blaj             |
| 12 | Adina Salaoru      | S/O   | 5 agosto 1989   | Alba-Blaj             |
| 13 | Sabina Miclea      | P     | 4 dicembre 1990 | Știința Bacău         |
| 15 | Georgiana Fales    | C     | 4 febbraio 1986 | CSM Bucarest          |
| 18 | Nneka Onyejekwe    | C     | 18 agosto 1989  | RC Cannes             |

## Russia
| N° | Nome                 | Ruolo | Data di nascita  | Squadra          |
| -- | -------------------- | ----- | ---------------- | ---------------- |
| -  | Jurij Maričev        | All   | 17 novembre 1960 | Dinamo Mosca     |
| 1  | Jana Ščerban'        | S     | 6 settembre 1989 | Dinamo Krasnodar |
| 2  | Viktorija Kuzjakina  | L     | 1º giugno 1985   | Omička           |
| 5  | Aleksandra Pasynkova | S/O   | 14 aprile 1987   | Uraločka         |
| 7  | Ekaterina Bogačëva   | C     | 2 gennaio 1990   | Busto Arsizio    |
| 8  | Natalija Hončarova   | S     | 1º giugno 1989   | Dinamo Mosca     |
| 10 | Ekaterina Pankova    | P     | 2 febbraio 1990  | Dinamo Mosca     |
| 12 | Ekaterina Orlova     | C     | 21 ottobre 1987  | Omička           |
| 13 | Evgenija Starceva    | P     | 12 febbraio 1989 | Dinamo-Kazan     |
| 14 | Irina Fetisova       | C     | 9 luglio 1994    | Zareč'e Odincovo |
| 15 | Tat'jana Košeleva    | S     | 23 dicembre 1988 | Dinamo Krasnodar |
| 16 | Irina Zarjažko       | C     | 3 ottobre 1991   | Uraločka         |
| 17 | Natal'ja Malych      | S     | 8 dicembre 1993  | Zareč'e Odincovo |
| 18 | Ksenija Il'čenko     | S     | 31 ottobre 1994  | Uraločka         |
| 19 | Anna Malova          | L     | 16 aprile 1990   | Dinamo Mosca     |

## Serbia
| N° | Nome                | Ruolo | Data di nascita   | Squadra           |
| -- | ------------------- | ----- | ----------------- | ----------------- |
| -  | Zoran Terzić        | All   | 9 luglio 1966     | Omička            |
| 4  | Bojana Živković     | P     | 29 marzo 1988     | İlbank            |
| 5  | Mina Popović        | C     | 16 settembre 1994 | Stella Rossa      |
| 6  | Tijana Malešević    | S     | 18 marzo 1991     | Sarıyer           |
| 9  | Brankica Mihajlović | S     | 13 aprile 1991    | Hisamitsu Springs |
| 10 | Maja Ognjenović     | P     | 6 agosto 1984     | Chemik Police     |
| 11 | Stefana Veljković   | C     | 9 gennaio 1990    | Chemik Police     |
| 12 | Jelena Nikolić      | S     | 13 aprile 1982    | Azəryol           |
| 13 | Ana Bjelica         | S/O   | 3 aprile 1992     | Chemik Police     |
| 15 | Jovana Stevanović   | C     | 30 luglio 1992    | Casalmaggiore     |
| 16 | Milena Rašić        | C     | 25 ottobre 1990   | VakıfBank         |
| 17 | Silvija Popović     | L     | 15 marzo 1986     | Volero Zurigo     |
| 18 | Suzana Ćebić        | L     | 9 novembre 1994   | Târgoviște        |
| 19 | Tijana Bošković     | S/O   | 8 marzo 1997      | Vizura            |
| 21 | Bianka Buša         | S     | 25 luglio 1994    | Vizura            |

## Slovenia
| N° | Nome               | Ruolo | Data di nascita  | Squadra         |
| -- | ------------------ | ----- | ---------------- | --------------- |
| -  | Bruno Najdić       | All   | 25 febbraio 1968 | Branik          |
| 1  | Eva Mori           | P     | 13 marzo 1996    | Bergamo         |
| 2  | Sara Hutinski      | C     | 20 giugno 1991   | Venelles        |
| 3  | Mojca Božič        | P     | 30 marzo 1992    | Kamnik          |
| 6  | Katja Medved       | L     | 20 marzo 1986    | Alba-Blaj       |
| 8  | Anja Zdovc         | S     | 24 agosto 1987   | Venelles        |
| 9  | Iza Mlakar         | S/O   | 14 novembre 1995 | Branik          |
| 11 | Živa Recek         | S     | 10 maggio 1993   | Florida         |
| 13 | Sara Najdić        | P     | 17 dicembre 1994 | Branik          |
| 14 | Lana Ščuka         | S     | 6 ottobre 1986   | Kamnik          |
| 15 | Marina Cvetanović  | S     | 14 febbraio 1986 | Libertas Aversa |
| 16 | Monika Potokar     | S     | 18 febbraio 1987 | Forlì           |
| 18 | Saša Planinšec     | C     | 2 giugno 1995    | Branik          |
| 19 | Valentina Založnik | C     | 5 aprile 1992    | San Francisco   |
| 20 | Anita Sobočan      | S     | 26 maggio 1997   | Branik          |

## Turchia
| N° | Nome               | Ruolo | Data di nascita   | Squadra    |
| -- | ------------------ | ----- | ----------------- | ---------- |
| -  | Ferhat Akbaş       | All   | 14 aprile 1986    | -          |
| 1  | Nilay Benli        | P     | 24 ottobre 1985   | Eczacıbaşı |
| 2  | Gözde Kırdar       | S     | 26 giugno 1985    | VakıfBank  |
| 3  | Gizem Güreşen      | L     | 14 gennaio 1987   | VakıfBank  |
| 4  | Merve Dalbeler     | L     | 27 luglio 1987    | Fenerbahçe |
| 5  | Kübra Akman        | C     | 13 ottobre 1994   | VakıfBank  |
| 6  | Polen Uslupehlivan | S/O   | 27 agosto 1990    | Fenerbahçe |
| 7  | Meliha İsmailoğlu  | S     | 17 settembre 1993 | Fenerbahçe |
| 9  | Büşra Cansu        | C     | 16 luglio 1990    | Eczacıbaşı |
| 10 | Güldeniz Önal      | S     | 25 marzo 1986     | VakıfBank  |
| 11 | Naz Aydemir        | P     | 14 agosto 1990    | VakıfBank  |
| 12 | Gözde Yılmaz       | S/O   | 9 settembre 1991  | Eczacıbaşı |
| 13 | Neriman Özsoy      | S     | 13 luglio 1988    | Imoco      |
| 14 | Eda Erdem          | C     | 22 febbraio 1987  | Fenerbahçe |
| 19 | Hande Baladın      | S/O   | 1º settembre 1997 | Eczacıbaşı |

## Ungheria
| N° | Nome                 | Ruolo | Data di nascita  | Squadra            |
| -- | -------------------- | ----- | ---------------- | ------------------ |
| -  | Jan de Brandt        | All   | 20 gennaio 1959  | -                  |
| 1  | Gréta Szakmáry       | S/O   | 31 dicembre 1991 | Gödöllõ            |
| 2  | Zsanett Kötél        | P     | 15 luglio 1986   | Amiens             |
| 6  | Evelin Vacsi         | C     | 28 ottobre 1993  | Vasas              |
| 7  | Renáta Sándor        | S     | 15 dicembre 1990 | MTV Stoccarda      |
| 8  | Zsuzsanna Tálas      | P     | 9 luglio 1993    | Vasas              |
| 9  | Vivien Lévai         | L     | 12 maggio 1992   | Vasas              |
| 12 | Dóra Kötél           | L     | 16 maggio 1988   | ELTE Budapest      |
| 13 | Petra Széles         | C     | 27 gennaio 1988  | Gödöllõ            |
| 14 | Edina Dobi           | C     | 22 ottobre 1987  | Vilsbiburg         |
| 15 | Rita Liliom          | S/O   | 23 maggio 1986   | San Casciano       |
| 16 | Ágnes Pallag         | S/O   | 2 settembre 1993 | Oriveden Ponnistus |
| 18 | Dóra Horváth         | S     | 4 marzo 1988     | Rabitə Baku        |
| 19 | Szandra Szombathelyi | S     | 2 agosto 1989    | Vasas              |